# Robert Ramillon
Robert Henri Ramillon, né le 24 février 1909 à Cannes et mort le 17 mai 1964 à Buenos Aires, est un joueur professionnel de tennis français.

## Biographie
Professeur au Carlton et au New-Courts à Cannes, Ramillon se fait connaître en 1928 lorsqu'il s'impose au Queen's Club aux dépens de l'Irlandais Edmund Burke, tournoi considéré alors comme faisant office de championnat du monde. Durant les années 1930, il participe aux principales épreuves professionnelles du circuit européen, notamment aux côtés de Martin Plâa. En 1935, il permet à la France de gagner la Coupe Bonnardel grâce à une victoire sur Bill Tilden.
À la fin de sa carrière professionnelle, il entraîne successivement les équipes de Yougoslavie et de Tchécoslovaquie pour la Coupe Davis, avant de s'occuper de l'équipe de France en 1939. Il s'installe dès le début de la seconde guerre mondiale en Argentine comme professeur de tennis.
En 1941, la pratique du tennis comme professionnel étant bannie sous le régime de Vichy, il participe exceptionnellement au Tournoi de France où il parvient en finale face à l'amateur Bernard Destremau.
Il y meurt à Buenos Aires le 17 mai 1964.

## Palmarès
- Roland-Garros Pro : Vainqueur en 1932, Finaliste en 1931 et 1936
- Queen's Club Pro : Vainqueur en 1928 contre Edmund Burke (6-1, 6-3, 5-7, 6-3)
- German Pro Championships : Finaliste en 1934, 1936 et 1938
- International Pro Championship of Britain : Finaliste en 1937
- Tournoi de France : Finaliste en 1941 contre Bernard Destremau